# Alain Montandon
Pour les articles homonymes, voir Montandon (homonymie).
Alain Montandon, né le 28 juin 1945 à Lyon, est un professeur émérite de littérature générale et comparée à l’université Blaise-Pascal (Clermont II), membre honoraire de l’Institut universitaire de France (chaire de littérature comparée et sociopoétique).

## Biographie

### Formation
Après des études au lycée Ampère à Lyon, il suit les classes préparatoires à l'École normale supérieure de Saint-Cloud (1962-1964) au lycée Edgar-Quinet. Élève à l’ENS de Saint-Cloud de 1964 à 1970, il est licencié de philosophie, puis boursier du DAAD à l'université de Munich (1966-1967). Il présente un diplôme d’études supérieures à Nanterre sous la direction de Mikel Dufrenne, puis est agrégé de philosophie.

### Carrière universitaire
D’abord chargé de cours de philosophie allemande à l'Université de Tours, il devient à partir de 1971 assistant, puis maître-assistant de littérature générale et comparée à la faculté des lettres de Clermont-Ferrand, où il passe toute sa carrière universitaire. Après une thèse de doctorat d’État dirigée par Pierre Brunel en 1983 (La réception de Laurence Sterne en Allemagne), il est nommé professeur dans cette même université où il fonde et dirige le Centre de recherches en communication et didactique, qui deviendra par la suite le Centre de recherches en littératures modernes et contemporaines (CRLMC) puis le CELIS (Centre de recherches en littératures et sociopoétique).
Nommé Professor fur vergleichende Literaturwissenschaft à l’Institut für deutsche Philologie à l’université de Munich pendant l’année 1985 sur la chaire de Roger Bauer, il a également été professeur pour l’épreuve d'histoire de l'art de l'agrégation d’arts plastiques de 1982 à 1987. Il a créé dans son université le Département de Communication. Responsable de formation recommandée, puis d’équipe d’accueil, directeur du département de français et de l’institut de littérature comparée, responsable du DEA, puis du master de lettres, membre du CNU, membre aux jurys de l’ENS, de l’agrégation et des jurys senior, puis junior de l’Institut universitaire de France, il a été président de la Société française de littérature générale et comparée (2001-2005). Il a occupé la chaire de littérature comparée et de sociopoétique comme membre senior de l’Institut universitaire de France de 1996 à 2006. Il fut fellow au Wissenschaftskolleg zu Berlin (2006-2007). Il a assuré des cours à l’École normale supérieure, dans diverses universités (en particulier à Sfax, Florence, Munich, Recife) et il a donné de très nombreuses conférences à l’étranger et dirigé de nombreuses thèses. Il a été membre du comité de rédaction de plusieurs revues (notamment, Romantisme, Revue de littérature comparée, Arcadia, Lendemains, Poétiques comparatistes). Il dirige plusieurs collections aux Presses universitaires de Clermont, aux éditions Honoré Champion, aux Classiques Garnier. Outre ses publications personnelles, il a dirigé plus de 70 volumes collectifs.
Un livre d’hommages lui a été offert en remerciement de son activité universitaire et scientifique : L’hospitalité des savoirs.

## Œuvres

### Travaux scientifiques
Les travaux d’Alain Montandon se caractérisent par leur ouverture interdisciplinaire et interculturelle. Une partie porte sur les littératures européennes (Le roman en Europe au dix-huitième siècle) et plus particulièrement sur certains auteurs dont il est spécialiste comme Jean Paul, Hoffmann, Novalis, Hölderlin, Hellens, Théophile Gautier dont il dirige l’édition des Œuvres complètes. Un axe important de ses travaux concerne l’écriture des interactions sociales : histoire de la politesse, de la civilité et du savoir-vivre en Europe, la danse, le baiser, la promenade, le vieillir, l’hospitalité, autant d’analyses qui l’ont amené à définir une sociopoétique fondée sur les représentations sociales. Dans cette perspective il a pu également aborder les contes, le merveilleux (Du récit merveilleux ou l’ailleurs de l’enfance) et la sociopoétique de différents mythes (Marie-Madeleine, Salomé, Mélusine, Barbe-Bleue, etc.). Pour Mélusine d'Yvan Goll, il a présenté les versions françaises et allemande aux Presses Universitaires Blaise Pascal en 2001.
Le travail sur l’écriture (Formes brèves) intéresse également les relations du texte et de l’image (Iconotextes), de la musique (E.T.A. Hoffmann et la musique), des dispositifs picturaux. Initiateur de plusieurs dictionnaires (Dictionnaire raisonné de la politesse et du savoir-vivre ; Dictionnaire littéraire de la nuit ; Dictionnaire raisonné de la caducité des genres littéraires, avec Saulo Neiva, Dictionnaire du dandysme), il a également traduit pour des éditions critiques Jean Paul, Hoffmann, Knigge, Samuel Johnson, Ludwig Tieck.
- Dorothea Schlegel, Florentin, trad. fr. & éd. critique, Paris, Classiques Garnier, 216 p., 2024  (ISBN 978-2406166016)
- Sociopoétique du textile à l'âge classique : Du vêtement et de sa représentation à la poétique du texte, sous la direction de Carine Barbafieri et Alain Montandon, 2015.
- Voyage sentimental de Laurence Sterne, édition critique, Classiques Garnier, 2015, 341 p.
- Théophile Gautier, Ménagerie intime. La Nature chez elle (OC VIII, 1), Champion, 2014.
- La plume et le ballon, Paris, éditions Orizons, 2014, 184 p.
- Dictionnaire raisonné de la caducité des genres littéraires (avec Saulo Neiva), Droz, 2014, 1172 p.
- Dictionnaire littéraire de la nuit., Honoré Champion, 2 vol., 2013, 1626 p.
- Ludwig Tieck, La Barbe Bleue et Les sept femmes de Barbe Bleue., traduction, commentaire et annotations, Classiques Garnier, 2013.
- Théophile Gautier. Le poète impeccable. « Le cercle des poètes disparus ». Éditions Aden, 2013, 528 p.
- Théophile Gautier entre enthousiasme et nostalgie., Éditions Imago, avril 2012, 222 p.
- Jean Paul Richter, Levana ou Traité d’éducation., nouvelle traduction, commentaire et notes. Édition critique, Classiques Garnier, 2012, 378 p.
- Contes nocturnes d’Hoffmann., Édition critique, Classiques Garnier, 2011.
- La Cuisine de Théophile Gautier., Éditions Gallimard – Alternatives, 2010, 128 p.
- Les Yeux de la nuit. Essai sur le romantisme allemand., Clermont-Ferrand, Presses Universitaires Blaise Pascal, 2010. 460 p.
- De soi à soi : l'écriture comme autohospitalité, Coll. Littératures, Presses universitaires Blaise Pascal, 2004.
- Sociopoétique de la promenade, Presses universitaires Blaise Pascal, Coll. Littératures, 2000.
- Sociopoétique de la danse, Coll. Anthropologie de la danse, Economica, 1998.
- Formes brèves, Coll. Contours littéraires, Hachette supérieur, 1992.

### Comme vulgarisateur
- Le Baiser. Le corps au bord des lèvres. Editions Autrement, Paris, 2005. Coll. Le corps plus que jamais. (traduit en allemand)